# Liste der Monuments historiques in Crécey-sur-Tille
Die Liste der Monuments historiques in Crécey-sur-Tille führt die Monuments historiques in der französischen Gemeinde Crécey-sur-Tille auf.

## Liste der Objekte
| Bezeichnung                  | Beschreibung                               | Standort                                   | Kennzeichnung | Schutzstatus | Datum | Bild |
| ---------------------------- | ------------------------------------------ | ------------------------------------------ | ------------- | ------------ | ----- | ---- |
| Skulptur Himmelfahrtsmadonna | Kalkstein, farbig gefasst, 16. Jahrhundert | in der Kirche Nativité-de-la-Vierge (Lage) | PM21000689    | Classé       | 1923  |      |